# 米美知子
米 美知子（よね　みちこ、1967年3月3日）は、日本の写真家。東京都出身。日本写真家協会会員JPS正会員。日本写真協会会員PSJ正会員。ペンタックスファミリー講師。キヤノンEOS学園講師。

## 略歴
- 1967年 - 生誕。
- 1996年 - 独学で写真を始める。
- 2001年 - ネイチャー系フォトコンテストに応募を始める。
- 2002年 - 月刊「日本フォトコンテスト」（現「フォトコン」）誌（日本写真企画）ネイチャーフォトの部 月例年度賞 第5位
- 2003年 - 月刊「日本フォトコンテスト」（現「フォトコン」）誌（日本写真企画）ネイチャーフォトの部 月例年度賞 第1位（最年少・過去最高得点）
- その他、2001年～2004年の間に隔月刊「風景写真」など全国規模コンテスト入賞多数。
- 2004年 - ワイ．ワン フォト　米 美知子写真事務所開設。
- 2004年 - 第12回前田真三賞 受賞（女性初受賞）

## 写真集
- 2005年3月 - 「青い森話（しんわ）～八甲田・奥入瀬・十和田～」 （文一総合出版）
- 2006年4月 - 「生命（いのち）のメッセージ」（海竜社出版）
- 2006年10月 - 「光の音色～優しい時間（とき）のなかで～」 （文一総合出版）
- 2008年1月 - 「米 美知子の素敵なタイトルの付け方」 （日本写真企画）
- 2009年6月 - 「水のゆくえ」 （文一総合出版）
- 2010年3月 - 米美知子の自然風景撮影術「情景探し」 （アスキーメディアワークス）
- 2012年11月 - 「森に流れる時間」 （文一総合出版）ISBN 482997902X
- 2013年8月 - 「米美知子の素敵な自己表現」 （日本写真企画）
- 2016年10月 - 「日本の自然美を撮る 米美知子 傑作選」 （モーターマガジン社）
- 2017年3月 - 「桜（はな）もよう」（文一総合出版社）ISBN 4829979100
- 2019年1月 - 「詩的憧憬」 （インプレス）ISBN 4295005444

## 主な写真展
- 2005年〜2006年 - 「青い森話～八甲田・奥入瀬・十和田～」出版記念展
- 2006年〜2007年 - 「光の音色～優しい時間のなかで～」出版記念展
- 2008年 - 「米 美知子の素敵なタイトルの付け方」出版記念展
- 2009年〜2010年 - 「水のゆくえ」出版記念展
- 2015年 - 「森に流れる時間」写真展
- 2016年 - 「日本の美彩」写真展
- 2016年 - FIVEGRAPHY「四季の音色」写真展
- 2017年 - 「日本の美彩2017」写真展
- 2017年 - 「桜（はな）もよう」写真展
- 2017年 - 「森に流れる時間」写真展
- 2018年 - 「日本の美彩2018」写真展
- 2019年 - 「日本の美彩2019」写真展
- 2019年 - 「詩的憧憬」写真展
- 2020年 - 「日本の美彩2020」写真展[2]